# Franska folkpartiet
Franska folkpartiet (franska: Parti populaire français, PPF) var ett franskt fascistiskt parti, grundat 1936 av Jacques Doriot.

## Historia

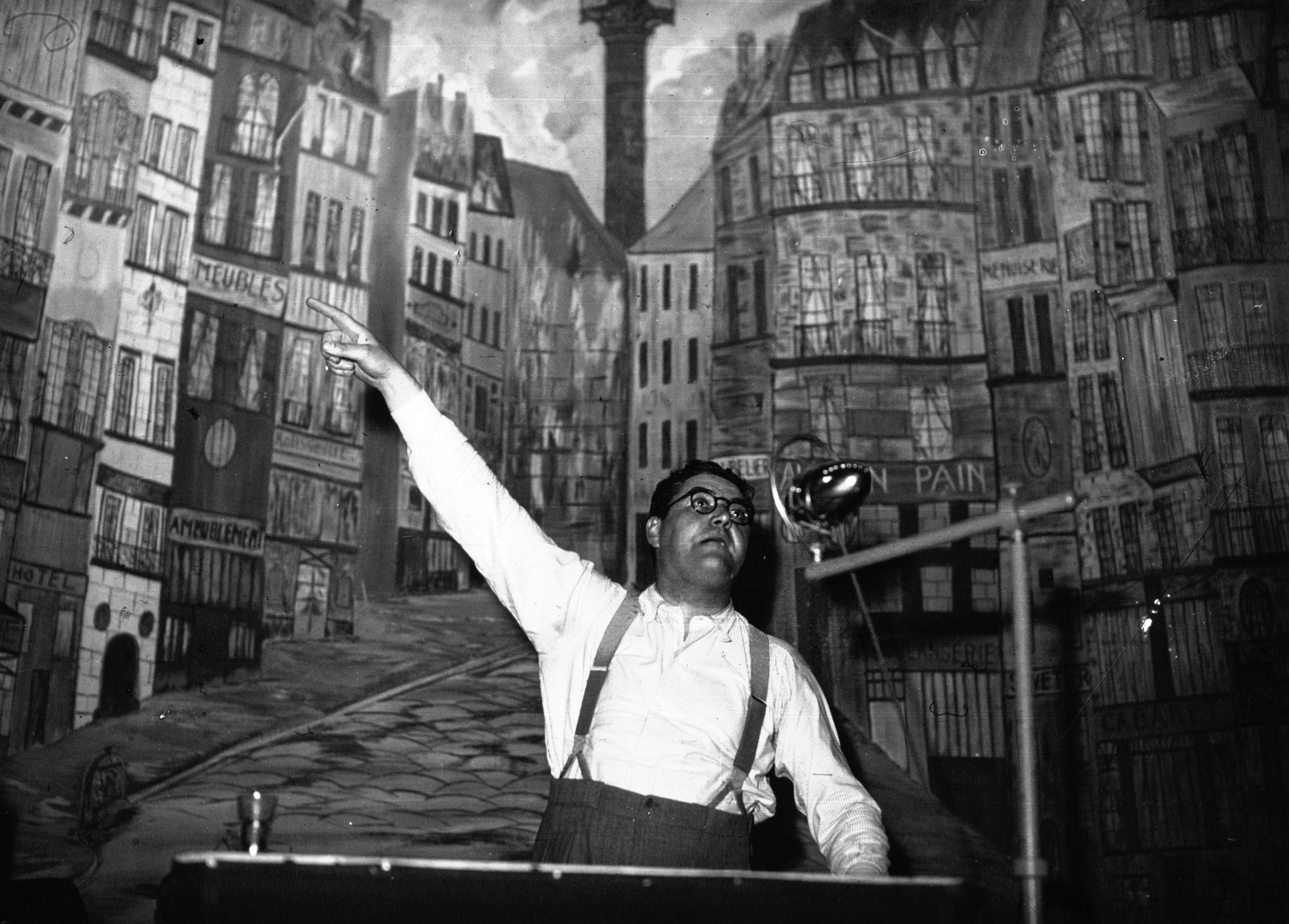
Jacques Doriot talar under ett PPF-möte i Paris, 1936.

Jacques Doriot, som 1931–37 var borgmästare i Saint-Denis, hade från 1920-talet varit en ledande medlem i Franska kommunistpartiet (PCF), men uteslöts 1934. Tillsammans med flera andra tidigare medlemmar i PCF kom han därefter att göra en ideologisk vändning mot nationalismen. I juni 1936 grundade dessa Parti populaire français, efter att ha gått samman med före detta anhängare till den ultrakonservativa rörelsen Action française under Charles Maurras.
Vid grundandet sade sig partiet stödja en republikansk och korporativistisk samhällsordning, samt försvara småbrukares och småföretagares rättigheter. Man förklarade sig även vara motståndare till konservatism och storkapitalism, och betecknade sig som ett ”socialt och revolutionärt” parti. Mot bakgrund av faktorer som stigande social oro i Frankrike, nationalisternas seger i spanska inbördeskriget, och den starka antikommunismen hos ledande medlemmar som Doriot, kom PPF dock att drivas allt längre högerut. Efter att Doriot förlorat sitt uppdrag som borgmästare i Saint-Denis började man öppet omfamna en fascistisk ideologi, med krav på en totalitär och antisemitisk regim.
PPF fick ekonomiskt stöd från flera banker och industrialister, samt från det fascistiska Italien. Dess medlemsbas utgjordes från början huvudsakligen av arbetarklassen, men med tiden kom en stor del av dess stöd även från medelklassen. Vissa intellektuella kom också att uttrycka sitt stöd för partiet, däribland författarna Louis-Ferdinand Céline och Pierre Drieu la Rochelle. PPF var starka motståndare till premiärminister Léon Blums folkfrontsregering 1936–38 och bekämpade denna, inte sällan med våldsamma medel.
Utrikespolitiskt förespråkade partiet samförstånd och förbättrade relationer till Nazityskland och Italien, då man ansåg Sovjetunionen och kommunismen vara det större hotet. Efter Tysklands ockupation och Vichyregimens upprättande efter slaget om Frankrike 1940 kom PPF att tillhöra de främsta förespråkarna för kollaboration med ockupationsmakten. Bland annat understödde partiet Gestapo och Vichyregimens miliser i gripandet av franska judar, och deltog 1941 i bildandet av Legionen med franska volontärer mot bolsjevism, en milisgrupp som stred med axelmakterna på östfronten. PPF upplöstes i januari 1945, kort efter att Doriot dödats i ett allierat luftangrepp i Tyskland.